# حلبی آباد

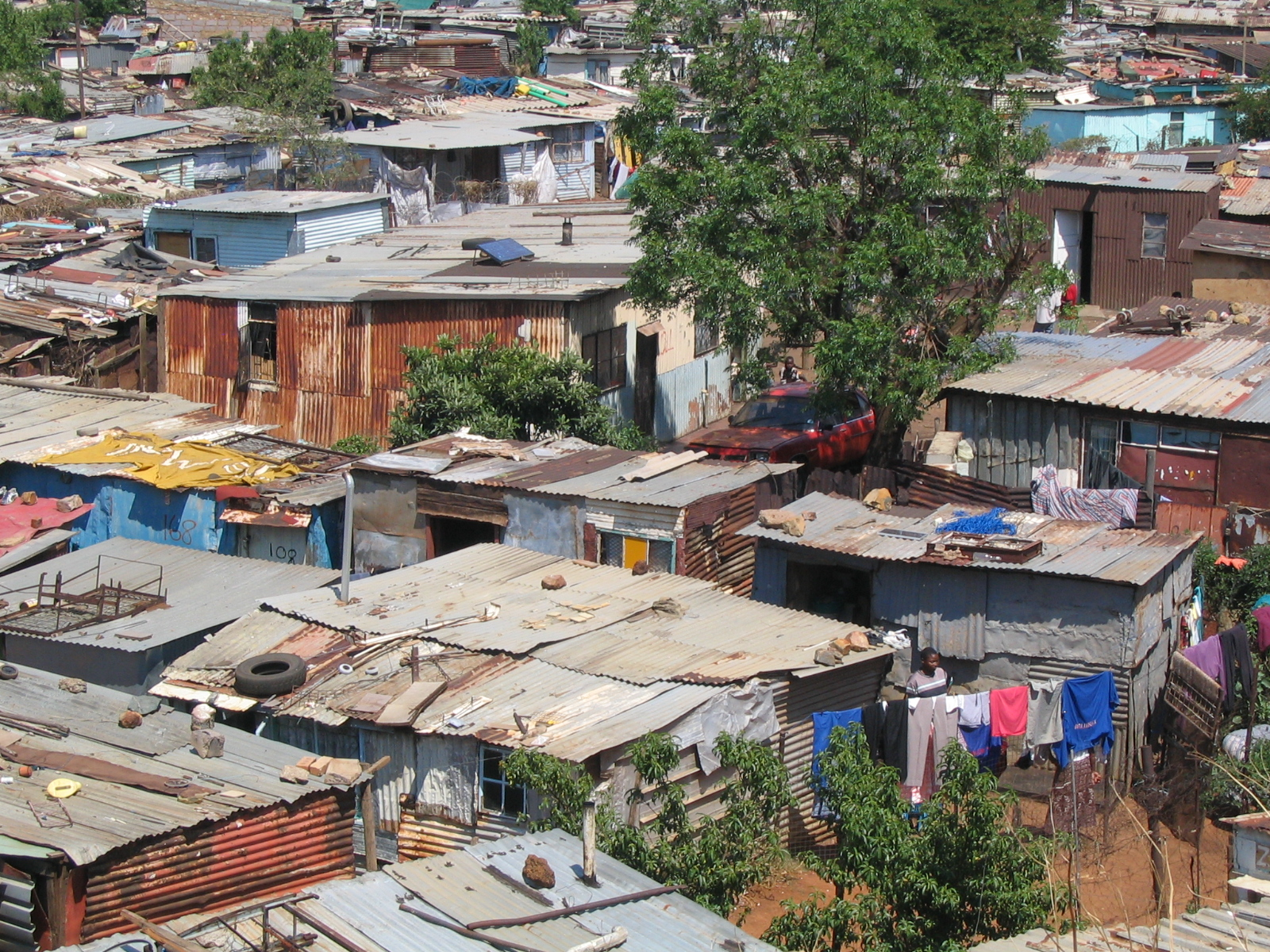
حلبی‌آباد در سوتو، آفریقای جنوبی، ۲۰۰۵

حلبی‌آباد یا آلونک‌نشین (به انگلیسی: Shanty town) یک محدوده مسکونی زاغه‌نشین دارای خانه‌های ساده و دست‌ساز به شکل کپر یا آلونک است. جنس دیوار و سقف خانه‌های حلبی آباد از چوب، تخته سه لا، ورق فلزی یا حلبی و ورق پلاستیکی و مقوا ساخته می‌شود. چنین شهرک‌هایی معمولاً در حاشیه شهرها، پارک‌های عمومی، نزدیکی راه‌آهن، رودخانه‌ها، تالاب‌ها یا محل دفن زباله یافت می‌شوند و فاقد زیرساخت‌های مناسب، از جمله بهداشت مناسب، تأمین آب سالم، برق، خیابان یا سایر نیازهای اساسی سکونتگاه‌های انسانی هستند.
حلبی آبادها بیشتر در کشورهای در حال توسعه و همچنین کشورهای توسعه یافته مشاهده می‌شوند.

## امکانات

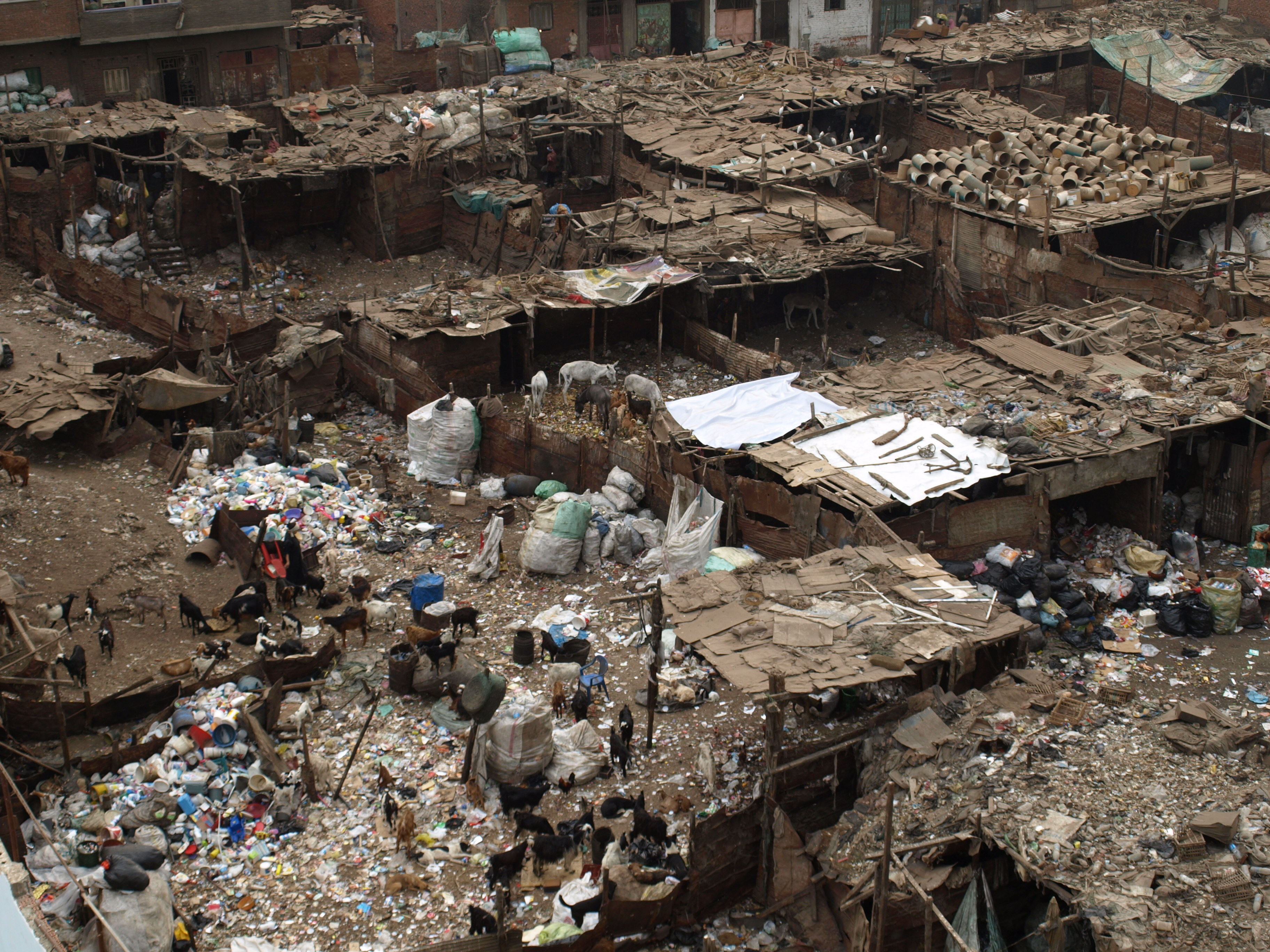
تصویر عزاب النخل، در قاهره، مصر، جایی که زباله به صورت دستی مرتب شده‌اند.

از آنجا که ساخت و ساز در حلبی آبادها غیررسمی است و با برنامه‌ریزی شهری ناسازگار است، معمولاً هیچ شبکه خیابانی رسمی، شماره خانه یا خیابان‌ها وجود ندارد. چنین شهرک‌هایی فاقد خدمات عمومی عمومی مانند شبکه‌های فاضلاب، برق، آب سالم، تخلیه باران، حذف زباله، دسترسی به حمل و نقل عمومی یا خدمات کنترل حشرات و بیماری‌ها، پلیس، تحویل پستی، خدمات پزشکی و آتش‌نشانی هستند و ممکن است شاهد آتش‌سوزی‌های وسیع و غیرقابل کنترل باشند.
در حلبی آبادها جرم و جنایت، خودکشی، مصرف مواد مخدر و بیماریهای مختلف شایع است.

## مثال‌ها

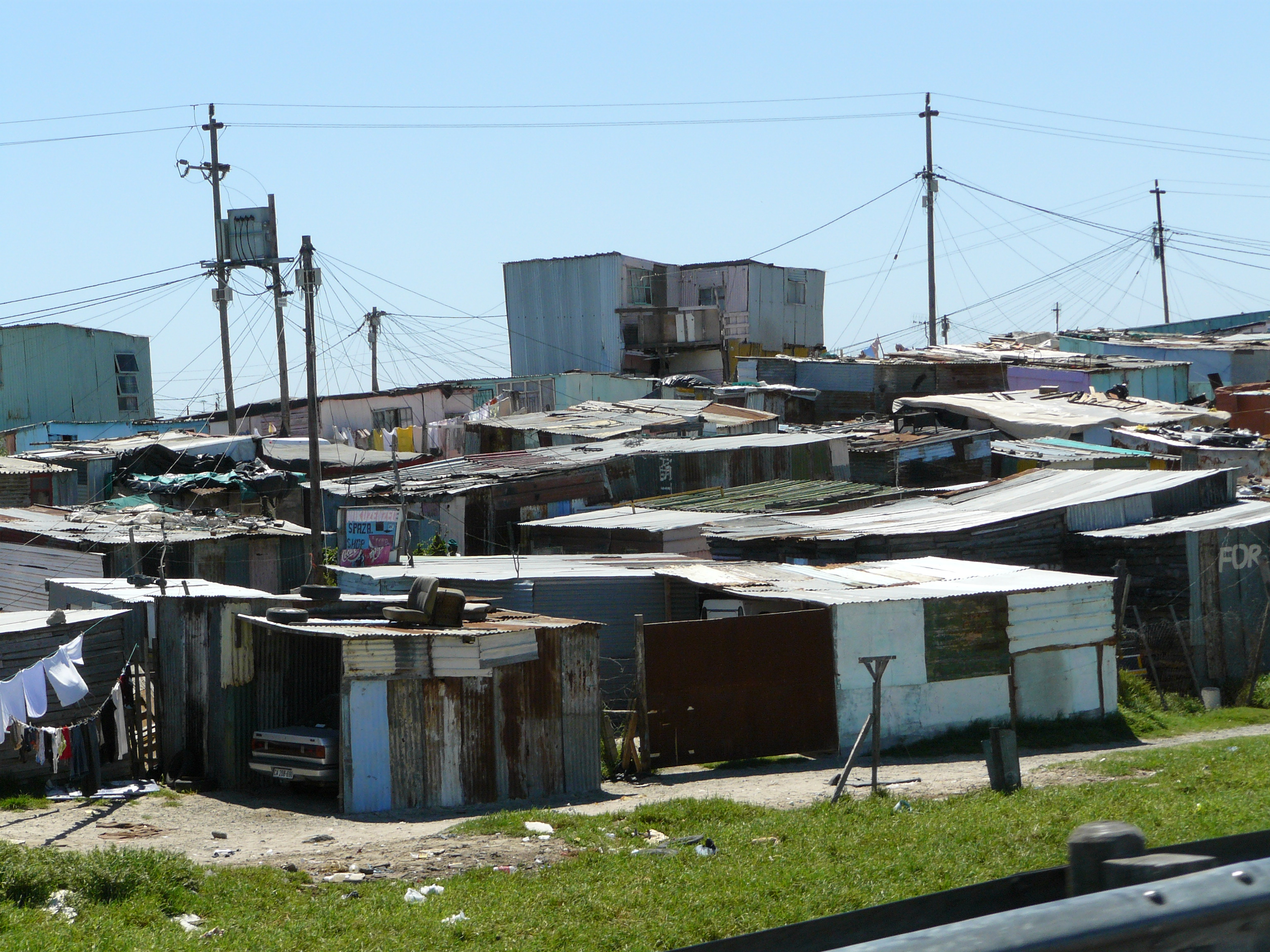
یک حلبی آباد در نزدیکی کیپ تاون، آفریقای جنوبی. این زاغه‌ها توسط دولت دوره آپارتاید ساخته شده‌اند تا مردم را با رنگ و قومیت جدا سازند.

### کشورهای در حال توسعه
بزرگ‌ترین منطقه حلبی آباد در آسیا شهرک اورنگی در کراچی پاکستان است. در کشورهای فرانسوی زبان، حلبی آبادها به نام بیدینویل (اشاره به حلبی) شناخته می‌شوند. چنین مناطقی در کشورهای تونس، هائیتی آفریقای جنوبی، کنیا (از جمله کیبرا و ماثاره محله‌های فقیرنشین)، فیلیپین، ونزوئلا، برزیل (فاولاس)، آرژانتین (villas miseria)، هند غربی مانند جامائیکا و ترینیداد و توباگو، پرو (که در آن‌ها زاغه‌ها با نام «شهرهای جوان» شناخته می‌شود) یافت می‌شوند. حلبی آبادها در بنگلادش و چین نیز وجود دارند.

### کشورهای توسعه یافته
زاغه‌نشینی در کشورهای توسعه یافته نادر است ولی با هجوم فزاینده مهاجران در شهرهایی که معمولاً به عنوان یک نقطه ورود به اتحادیه اروپا محسوب می‌شوند، از جمله آتن و پاترا در یونان باعث رواج این پدیده شده‌است. در مادرید، اسپانیا، یک محله طبقه ضعیف به نام Cañada Real وجود دارد که هیچ سیستم آموزش رسمی، مهد کودک یا کلینیک مدرن بهداشتی ندارد و بزرگ‌ترین منطقه فقیرنشین در اروپا محسوب می‌شود. در پرتغال، حلبی آبادها با نام «بارباراس» شناخته می‌شوند. اکثر آن‌ها در منطقه متروپولیتن لیسبون واقع شده‌اند. در ایالات متحده، برخی از شهرهای مانند نیوآرک و اوکلند شاهد ایجاد شهرهای چادرنشین بوده‌اند.

## توسعه

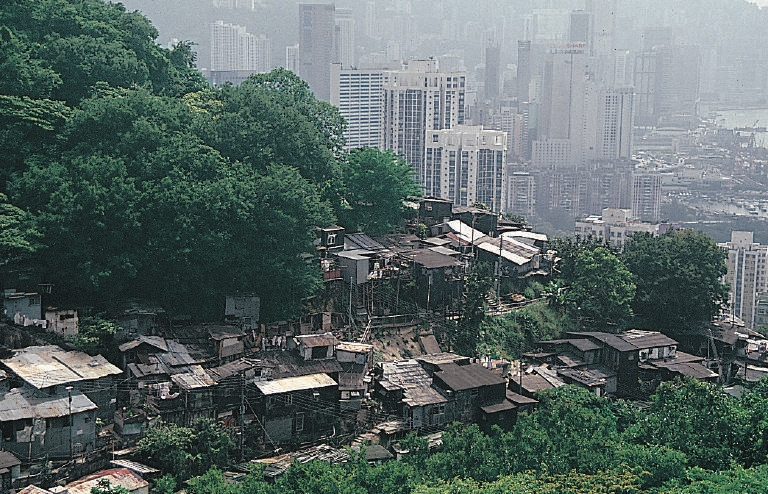
حلبی آبادی در هنگ کنگ.

درحالی‌که اکثر حلبی آبادها به‌طور ناگهانی و بدون خدمات اساسی اجتماعی و عمومی پدیدار می‌شوند، در طول زمان برخی از آن‌ها به اندازه ای توسعه دست می‌یابند. اغلب، ساکنان حلبی آبادها خود مسئول پیشرفت‌های اصلی این مناطق هستند. سازمان‌های اجتماعی گاهی در کنار سازمان‌های غیردولتی و شرکت‌های خصوصی و دولتی مشغول به کار هستند و آب شهری، جاده و مدرسه محلی ایجاد می‌کنند. بسیاری از شهرک‌های کوچک شروع به استفاده از توالت کمپوست و پانل‌های خورشیدی کرده‌اند و بسیاری از مردم در محله‌های فقیرنشین ممکن است به تلفن‌های همراه و حتی اینترنت دسترسی داشته باشند. با این حال نابرابری در ارتباط با شهرک‌های فقیر در طول زمان افزایش یافته‌است.

## در فرهنگ عامه
- داستان فیلم Police Police در سال ۱۹۸۵ در شهر کوچکی شروع می‌شود.
- فیلم سال ۱۹۸۸ آنها زنده هستند، شخصیت عنوان در ابتدای فیلم، به شهر کوچکی بر می‌گردد که متعاقب آن تخریب می‌شود.
- فیلم مییلونر زاغه‌نشین متمرکز بر شخصیت‌هایی است که اکثر زندگی خود را در شهرهای کوچک هند زندگی می‌کنند.
- در تیموتی از جزیره ، تئودور تیلور پیگیری به ۱۹۶۹ کتاب خود جزیره ، خانه بچگی از شخصیت تیموتی، به نام "O بازگشت" همه "فقیرترین منطقه است شارلوت آمالی است، که به شهر کلبه در بود جزیره ویرجین سنت توماس برای تعداد نامشخص نسل.
- فیلم منطقه ۹ آفریقای جنوبی عمدتاً در شهر جوهانسبورگ داستانی (و نام خود را) می‌گیرد.
- فیلم " شهر خدا " در برزیل (در Cidade de Deus) و Tropa de Elite - و به عبارتی دنباله آن، " Elite Squade: The Enemy Within" - در شهر ریو دو ژانیرو در شهرهای فاولا قرار دارد. -نویسنده‌های رادیویی که بر اساس آن (شهر خدا و Elite da Tropa) هستند.
- یکی از عناوین جایگزین برای Mass Effect Farm Death 's Death Farm، ماه عسل Shantytown است.
- یکی از نقاط در Resident Evil 5 در یک شهر شیک واقع شده‌است.
- در Max Payne 3 اغلب اوقات در نووا اسپرانزا، فاولا در شهر سائو پائولو اتفاق افتاد.
- یکی از بخش های بازی ویدیویی ۲۰۱۳ Tomb Raider در شهر کوچکی به عنوان بخشی از کمپین تک نفره و همچنین در یکی از سطوح چند نفره واقع شده‌است.
- بسیاری از شهرها و اردوگاه‌های سری Fallout شهرهای کوچکی هستند. برخی از شهرک‌ها شامل ساختمان‌های شتابزده تعمیرات هستند، در حالی که دیگران به‌طور کامل از مواد قراضه جمع شده‌اند.
- دزموند دکور، خواننده رگی، آواز خوانی را به نام " ۰۰۷ (شهر شنتی) " خوانده‌است.
- Kibera Kid یک فیلم کوتاه برنده جایزه ناتان کللت است که در زاغه‌های سیبرای نایروبی، کنیا قرار دارد.
- Elephant White، ۲۰۱۲ فیلم آرژانتینی، در ویلای ماریا در بوینس آیرس، آرژانتین قرار دارد
- معجزه در میلان یک فیلم ایتالیایی در سال ۱۹۵۱ به عنوان یک افسانه جدید واقعیت از زندگی یک گروه فقیرنشین در میلان ایتالیا پس از جنگ بود.
- یکی از فصل‌های مبارزات چپ 4 Dead 2 Swamp Fever، که در روستای بوئوی لوئیزیانا قرار دارد، شتتاتون نامیده می‌شود و در مجموعه ای از ساختمان‌های چوبی پشمالو است که برای شهرهای کم جمعیت غیرمعمول نیست.
- مجموعه سریال تلویزیونی ۲۰۱۶، مسکن داستان داستان تسویه حساب شانتیتان را در Beiliang, Baotou, Inner Mongolia, China می‌گوید.
- سریع پنج شامل یک پیاده‌روی از طریق یک شهر شلوغ است.